# Haixiu (köpinghuvudort i Kina, Hainan Sheng, lat 20,01, long 110,28)
Haixiu (kinesiska: 海秀) är en köpinghuvudort i Kina. Den ligger i provinsen Hainan, i den södra delen av landet, nära eller i provinshuvudstaden Haikou. Antalet invånare är 36 950. Befolkningen består av 15 501 kvinnor och 21 449 män. Barn under 15 år utgör 13,0 %, vuxna 15-64 år 83 %, och äldre över 65 år 2,0 %.
Runt Haixiu är det tätbefolkat, med 343 invånare per kvadratkilometer. Närmaste större samhälle är Xiuying, 2,2 km sydost om Haixiu. Trakten runt Haixiu består till största delen av jordbruksmark.
Genomsnittlig årsnederbörd är 2 382 millimeter. Den regnigaste månaden är juli, med i genomsnitt 350 mm nederbörd, och den torraste är januari, med 21 mm nederbörd.